# Veselivska, Berîslav
Veselivska (în ucraineană Веселівська) este o comună în raionul Berîslav, regiunea Herson, Ucraina, formată numai din satul de reședință.

## Demografie
Componența lingvistică a comunei Veselivska
     Ucraineană (81,57%)
     Rusă (16,65%)
     Alte limbi (0,53%)
Conform recensământului din 2001, majoritatea populației comunei Veselivska era vorbitoare de ucraineană (81,57%), existând în minoritate și vorbitori de rusă (16,65%).